# Feuerwehr in Hessen
Die Feuerwehr in Hessen umfasst die öffentlichen und nicht-öffentlichen Feuerwehren in Hessen, ihre Aufgaben, Organisation, Ressourcen und Tätigkeiten. Gesetzliche Grundlage des Feuerwehrwesens ist das Hessische Gesetz über den Brandschutz, die Allgemeine Hilfe und den Katastrophenschutz (Hessisches Brand- und Katastrophenschutzgesetz – HBKG), die für die öffentlichen Feuerwehren durch Feuerwehrverordnungen ergänzt wird.

## Aufgaben und Organisation

### Art und Zahl der Feuerwehren
Das HBKG unterscheidet zwischen öffentlichen Feuerwehren (in der Form einer Berufsfeuerwehr (BF), Freiwilligen Feuerwehr (FF) oder Pflichtfeuerwehr) (PF) und den nicht-öffentlichen Feuerwehren, den Werkfeuerwehren (WF).
Im Jahr 2022 verfügten alle 421 hessischen Städte und Gemeinden über jeweils eine Feuerwehr. Diese gliedern sich in rund 2.410 Ortsteil- und Stadtteilfeuerwehren. Hinzu kommen 57 Werkfeuerwehr-Standorte.

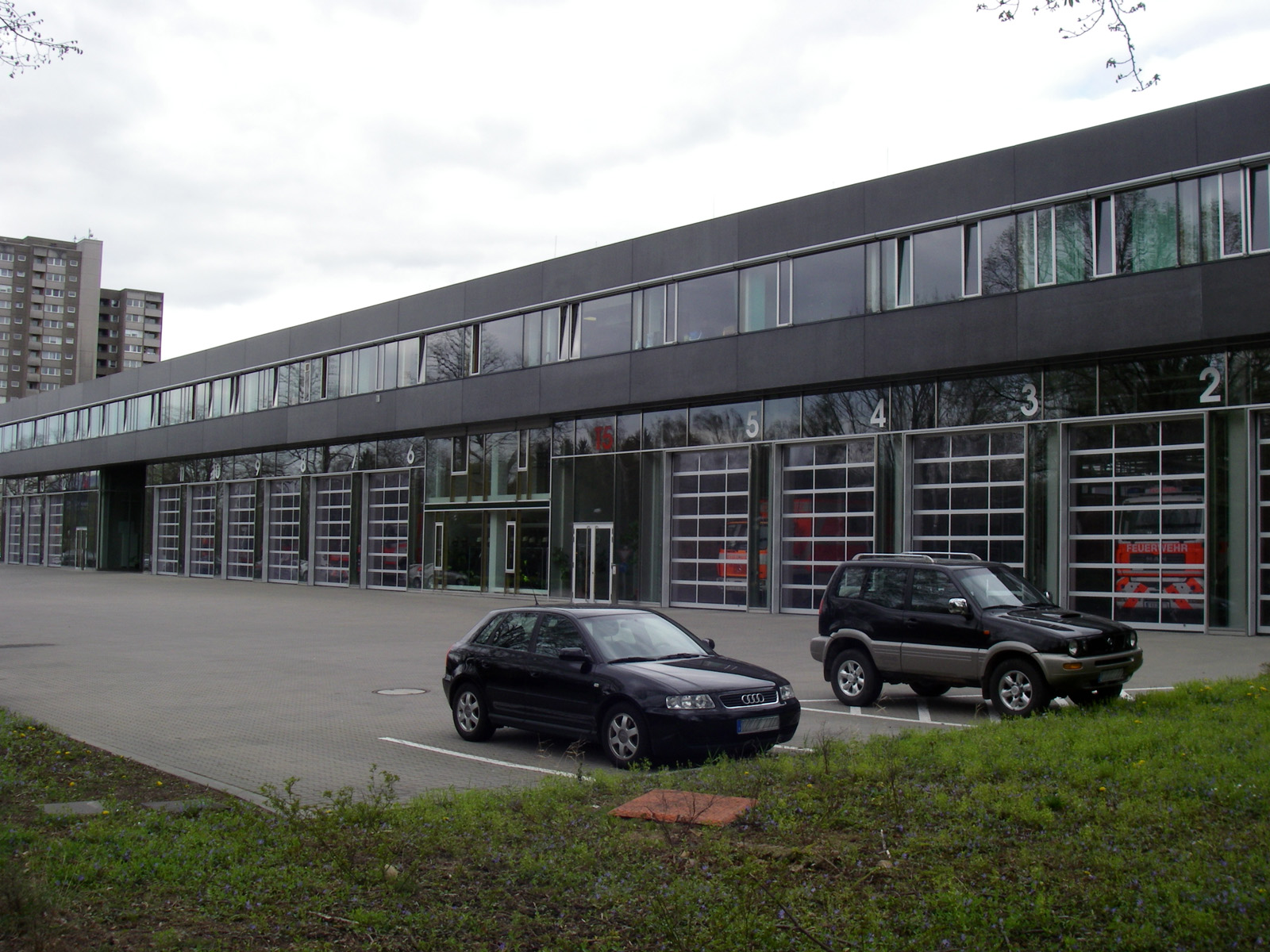
Feuer- und Rettungswache 1 der BF Frankfurt

Die fünf Großstädte Hessens mit mehr als 100.000 Einwohnern müssen eine Berufsfeuerwehr unterhalten. Kleinere Städte können eine Berufsfeuerwehr unterhalten.
Die nachfolgenden hessischen Großstädte müssen eine Berufsfeuerwehr unterhalten:
1. Frankfurt am Main (Feuerwehr Frankfurt am Main)
2. Wiesbaden (Feuerwehr Wiesbaden)
3. Kassel (Feuerwehr Kassel)
4. Darmstadt (Feuerwehr Darmstadt)
5. Offenbach am Main (Feuerwehr Offenbach am Main)

Eine weitere Stadt, die eine Berufsfeuerwehr unterhält, ist die Universitätsstadt Gießen mit der Feuerwehr Gießen.
Seit dem 1. Januar 2021 unterhält die Stadt Hanau (Feuerwehr Hanau) im Vorgriff auf das Erreichen der 100.000 Einwohnerschwelle und der Ausgliederung aus dem Main-Kinzig-Kreis die siebente Berufsfeuerwehr in Hessen.

### Arten und Zahl der Feuerwehreinsätze
Im Jahr 2018 rückten die hessischen Feuerwehren zu 16.408 Bränden, 49.615 Technischen Hilfeleistungen und 34.287 Falschalarmen, sowie zu 93.833 medizinischen Notfällen aus.

### Zuständigkeiten
Nach dem Hessischen Brand- und Katastrophenschutzgesetz sind die Gemeinden für den Brandschutz und die Allgemeine Hilfe in ihrem Gebiet verantwortlich.
Die Landkreise haben insbesondere die Gemeinden bei der Durchführung der ihnen obliegenden Aufgaben des Brandschutzes und der Allgemeinen Hilfe, einschließlich der Warnung der Bevölkerung, zu beraten und zu unterstützen.
Das Land Hessen hat insbesondere die Gemeinden und die Landkreise bei der Erfüllung ihrer Aufgaben zu beraten und zu unterstützen, sowie Alarmpläne und Einsatzpläne für Anlagen und gefahrbringende Ereignisse, von denen Gefahren für mehrere Landkreise oder kreisfreie Städte ausgehen können, die zentrale Abwehrmaßnahmen erfordern, aufzustellen und fortschreiben zu lassen. Das Hessische Innenministerium gibt als zentrales und aktuelles Fachmagazin für die Feuerwehren in Hessen den FLORIAN HESSEN heraus. Sechsmal im Jahr informiert diese Feuerwehrzeitschrift seine Leser u. a. über aktuelle Einsätze, News aus den Feuerwehren, Fachinformationen, Berichte zu Fahrzeugen und neuer Technik, wichtigen Personalien, Veranstaltungen und Terminen.

#### Einsatzleitung der Feuerwehr
Das HBKG unterscheidet zwischen zwei Arten von Einsatzleitungen:
1. Die Gesamteinsatzleitung
2. Die technische Einsatzleitung

Die Gesamteinsatzleitung liegt grundsätzlich gemäß § 21 Abs. 1 Nr. 1 HBKG beim jeweiligen Gemeindevorstand des Schadensortes. Betrifft die Schadenslage mehrere kreisangehörige Gemeinden, so liegt die Gesamteinsatzleitung beim Kreisausschuss gemäß § 21 Abs. 1 Nr. 2 HBKG. Die Gesamteinsatzleitung hat die erforderlichen Maßnahmen nach pflichtgemäßem Ermessen zu treffen, so z. B. auch die notwendigen Sicherungsmaßnahmen, sofern diese nicht schon durch eine andere zuständige Stelle getroffen wurden. Auch hat die Gesamteinsatzleitung Befugnisse nach dem Vierten Abschnitt des Hessischen Verwaltungsvollstreckungsgesetzes in der Fassung der Bekanntmachung vom 12. Dezember 2008 (GVBl. 2009 I S. 2), zuletzt geändert durch Gesetz vom 21. November 2012 (GVBl. S. 430), in der jeweils geltenden Fassung. Bei besonderen Schadenslagen kann ein Führungsstab gebildet werden, der aus einer oder mehreren technischen Einsatzleitungen besteht, § 43 Abs. 3 HBKG. Zur wirksamen Wahrnehmung der Aufgaben kann die Aufsichtsbehörde eine Gesamteinsatzleitung bestimmen oder sie selbst übernehmen, § 21 Abs. 2 HBKG.
Die technische Einsatzleitung liegt zunächst bei der höchsten Führungskraft der Feuerwehr des Schadensortes. Treffen Freiwillige bzw. Pflichtfeuerwehr und Berufsfeuerwehr zusammen, so bilden diese grundsätzliche eine gemeinsame technische Einsatzleitung. In besonderen Fällen kann die technische Einsatzleitung auch durch die Berufsfeuerwehr allein übernommen werden. Selbiges gilt für den Brandschutzaufsichtsdienst. Der technischen Einsatzleitung sind alle in ihrem Zuständigkeitsbereich eingesetzten Feuerwehren, Organisationen sowie sonstige Hilfskräfte unterstellt, § 41 Abs. 4 HBKG. Treffen Feuerwehren und andere Hilfsorganisationen zusammen so sind diese in die technische Einsatzleitung aufzunehmen (so z. B. Rettungsdienste, § 7 Abs. 2 Hessisches Rettungsdienstgesetz, oder Forstbeamte, § 41 Abs. 3 S. 2 HBKG). Der technischen Einsatzleitung steht die jeweilige Zentrale Leitstelle zur Verfügung und sie kann Fachberater anfordern.
Sowohl die Gesamteinsatzleitung als auch die technische Einsatzleitung können unter bestimmten Voraussetzungen Personen, die mindestens 18 Jahre alt sind, zu Hilfeleistungen heranziehen, vgl. § 49 Abs. 1 HBKG. Auch bestehen für Eigentümer und Besitzer bestimmte Duldungs- und Mitwirkungspflichten, vgl. § 46 HBKG. Bei einer Heranziehung nach §§ 46, 49 HBKG kann gemäß § 50 HBKG ein Entschädigungsanspruch bestehen.
Auch haben alle am Einsatzort anwesenden Personen in Fällen des Brandschutzes, der Allgemeinen Hilfe und des Katastrophenschutzes Anordnungen der Einsatzleitung im Sinne des HBKG (Gesamteinsatzleitung/technische Einsatzleitung) oder der von ihr beauftragten Person über die Räumung, Absperrung oder Sicherung des Einsatzortes unverzüglich zu befolgen.

#### Einsatzleitung im Katastrophenfall
Im Katastrophenfall wird ein Katastrophenschutzstab gebildet, der die Katastrophenschutzbehörde unterstützt. Er bestimmt eine oder mehrere technische Einsatzleitungen. Jedoch muss die Katastrophenschutzbehörde selbst den Einsatz der jeweiligen Einrichtungen (meist über die zentralen Leitstellen) anordnen. Örtlich ist wieder der Einsatzleiter der Feuerwehr zuständig, sofern es keine übergeordnete technische Einsatzleitung gibt.

### Feuerwehrverbände

#### Struktur
In den 26 Landkreisen und kreisfreien Städten Hessens gibt es 32 Kreisfeuerwehrverbände (KFV), die über drei Bezirksfeuerwehrverbände (BFV) organisiert sind. Spitzenverband der hessischen Feuerwehren ist der Landesfeuerwehrverband Hessen e. V. (LFV Hessen) mit Sitz in Kassel, der neben den Vertretungen der Freiwilligen Feuerwehren auch Gruppierungen der Berufsfeuerwehren (BF) und Werkfeuerwehren (WF) sowie weitere fördernde Mitglieder umfasst. Der LFV Hessen ist Mitglied des Deutschen Feuerwehrverbandes (DFV) mit Sitz in Berlin.

#### Geschichte
Die ersten Feuerwehrverbände im heutigen Hessen waren die heutigen Bezirksfeuerwehrverbände:
- Bezirksfeuerwehrverband Hessen-Darmstadt, gegründet am 15. September 1867 in Darmstadt
- Nassauischer Feuerwehrverband (NFV), gegründet am 27. Juli 1872 in Wiesbaden[8]
- Kurhessisch-Waldeckscher Feuerwehrverband, gegründet am 25. November 1875 in Hanau

Am 21. April 1954 wurde vor dem Hintergrund der Bundesländergliederung in der Nachkriegszeit und nach jahrelangen zähen Verhandlungen in Frankfurt am Main der Landesfeuerwehrverband Hessen gegründet.

### Feuerwehrvereine
Im hessischen Feuerwehrwesen bestehen in nahezu allen Feuerwehrstandorten neben einer öffentlich-rechtlichen Freiwilligen Feuerwehr (FF) auch Feuerwehrvereine. Wenngleich rechtlich ein Unterschied zwischen der öffentlichen Einrichtung Feuerwehr und dem Feuerwehrverein besteht, so sind diese meistens vor Ort eine Einheit. Neben der Aufgabe der Mitgliedergewinnung werden durch Durchführung von Veranstaltungen auch finanzielle Mittel erwirtschaftet, die auch der Ausrüstung der Feuerwehren unmittelbar zugutekommen können. Viele Feuerwehrvereine verstehen sich darüber hinaus auch als Kulturträger insbesondere bei der Brauchtumspflege. Die Vereine sind nach den vereinsrechtlichen Grundlagen des Bürgerlichen Gesetzbuches organisiert. Die wichtigsten Organe sind die Mitgliederversammlung und der Vorstand.

### Weitere Organisationen

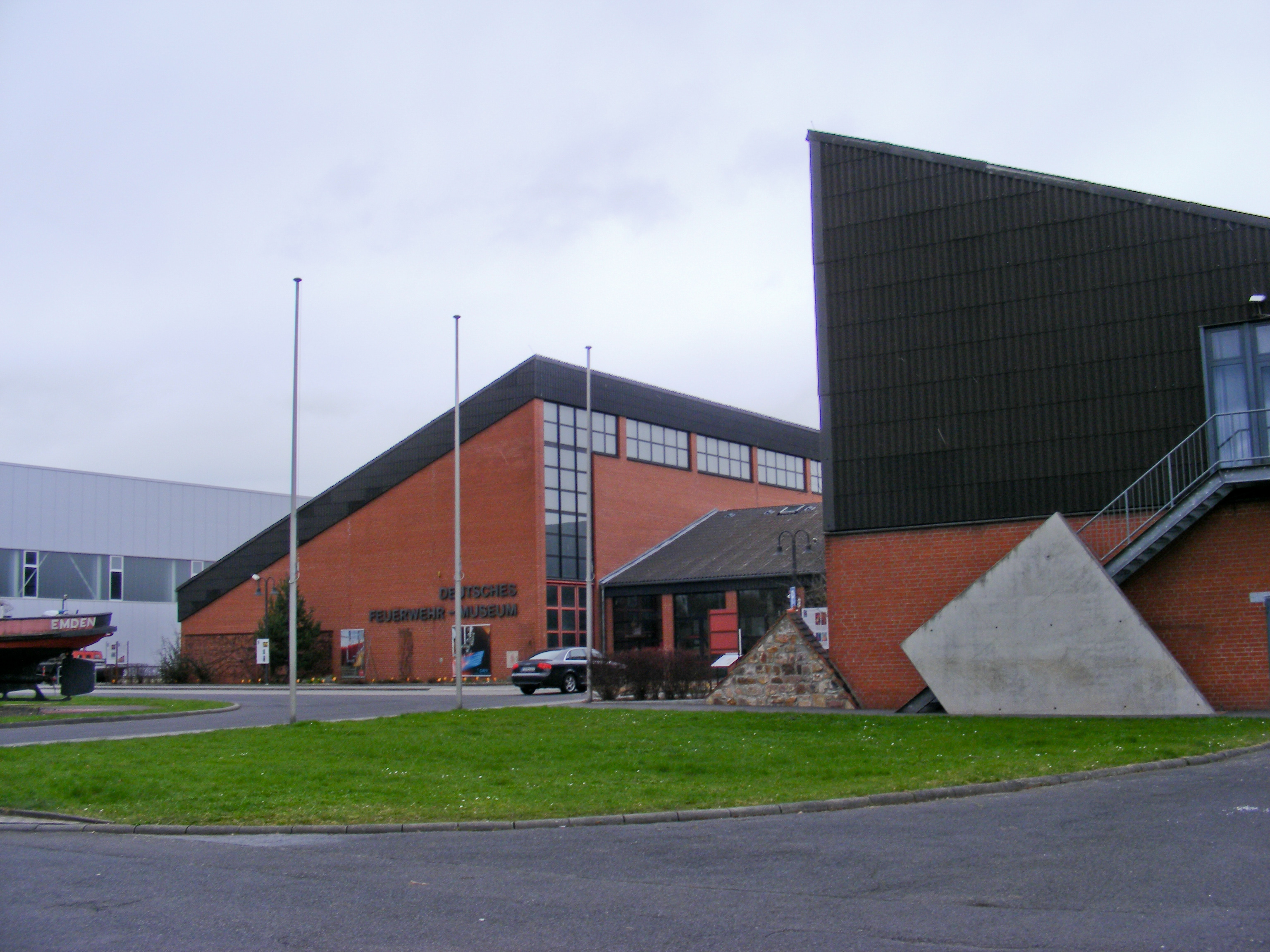
Deutsches Feuerwehr-Museum in Fulda

#### Unfallversicherung
Zuständige Feuerwehr-Unfallkasse ist die Unfallkasse Hessen (UKH) mit Sitz in Frankfurt am Main. Hier sind 164.600 ehrenamtlich Tätige Hessen versichert.

#### Feuerwehrmuseen
In Hessen ist in Fulda der Sitz des  Deutschen Feuerwehr-Museums. Darüber hinaus gibt es weitere, örtliche Feuerwehrmuseen (siehe auch Liste von Feuerwehrmuseen), unter anderem in Dietzenbach, Frankfurt am Main und Wiesbaden.

## Feuerwehrangehörige
Im Jahr 2018 waren in den mehr als 2.430 Ortsteil- und Stadtteilfeuerwehren rund 71.200 aktive Feuerwehrangehörige registriert, der Frauenanteil betrug hierbei 12,0 %. Hinzu kamen etwa 1.800 Berufsfeuerwehrleute und 2.200 Werkfeuerwehrleute.

### Ausbildung

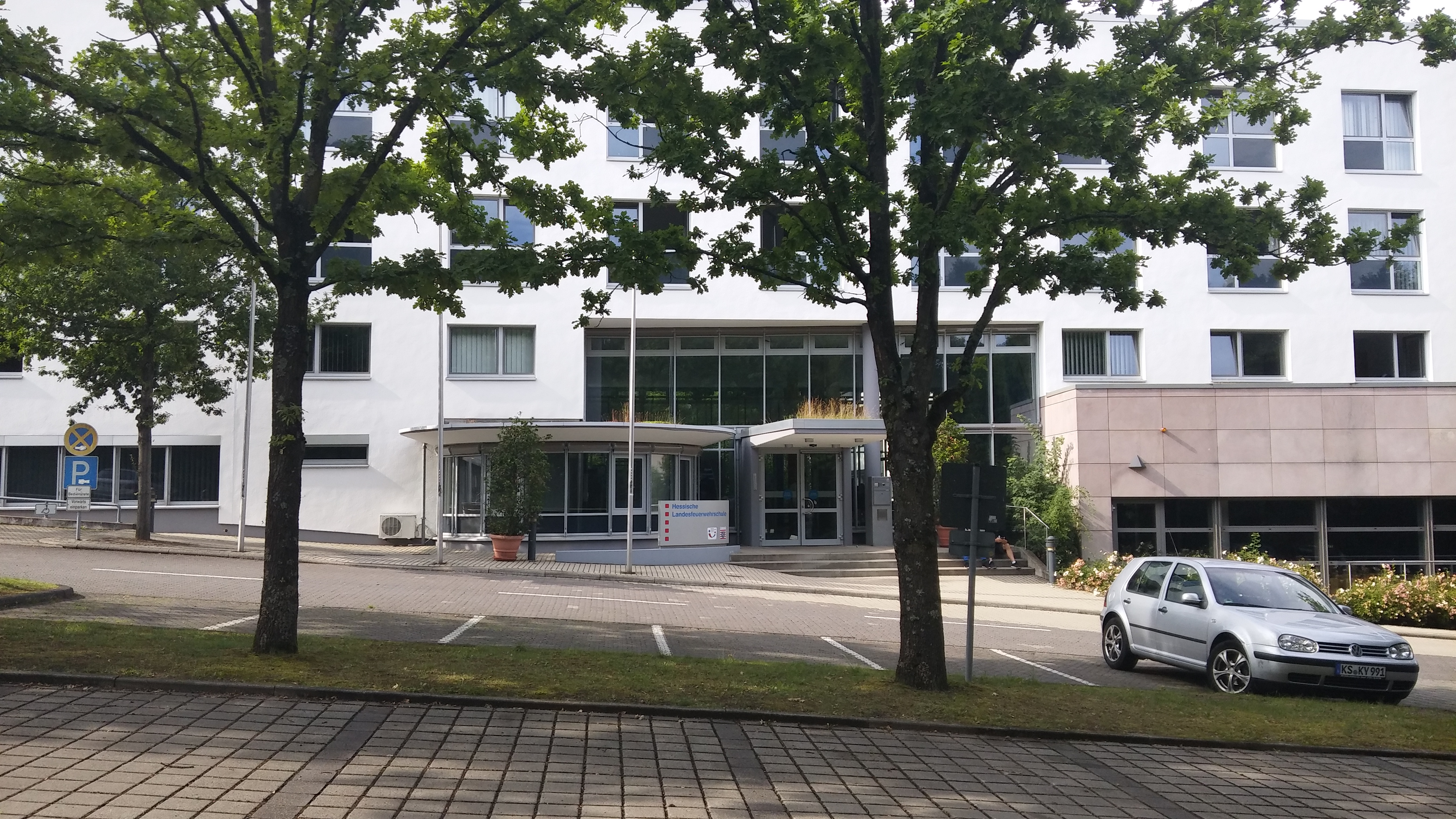
Hessische Landesfeuerwehrschule in Kassel

Die Ausbildung richtet sich im Grundsatz nach den gleichen Vorgaben wie in anderen Bundesländern nach der der Feuerwehr-Dienstvorschrift 2.

#### Grundausbildung und Ausbildung auf Kreisebene
Die Grundausbildung (Truppmannausbildung) und Truppführerausbildung sowie einige technische Lehrgänge (z. B. Maschinist, Sprechfunk, Atemschutzgeräteträger, Technische Hilfeleistung für Verkehrsunfälle) können von den Landkreisen/kreisfreien Städten und den Städten mit Berufsfeuerwehr durchgeführt werden.

#### Landesfeuerwehrschule
Die Hessische Landesfeuerwehrschule ist die Feuerwehrschule für das Land Hessen. Die HLFS gehört mit einer Kapazität von 240 Teilnehmerinnen und Teilnehmern, die internatsmäßig untergebracht und verpflegt werden, zu den größten Feuerwehrschulen in Deutschland.

#### Feuerwehrwettbewerbe

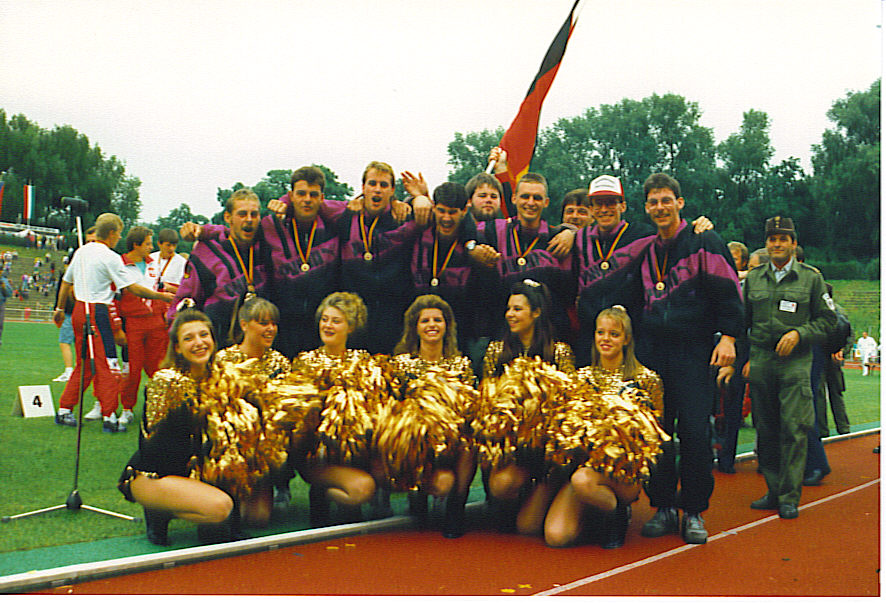
X. Internationale Feuerwehrsportwettkämpfe 1993 in Berlin, Sieger in der Disziplin Löschangriff – FF Beselich-Obertiefenbach

Im Jahr 1980 lösten im Land Hessen die Hessischen Feuerwehrleistungsübungen die bis dahin geltenden Feuerwehrwettkämpfe, die besonders auf den Schwerpunkt „Schnelligkeit“ fixiert waren, ab. Diese Feuerwehrleistungsübungen, die von der Hessischen Landesfeuerwehrschule konzipiert wurden, sollen im Hinblick auf die von den Feuerwehren in einer modernen technischen Zeit zu bewältigen Aufgaben die bereits erworbenen Kenntnisse in Praxis und Theorie festigen, ergänzen und den allgemeinen Leistungsstand anheben. Der technische und sportliche Charakter dieser Übungen sollte auch Anreiz zu einem fairen Leistungsvergleich der Feuerwehren untereinander sein. Diese Hessische Feuerwehrleistungsübungen werden auf Kreis-, Bezirks- und Landesebene jährlich ausgeschrieben bzw. veranstaltet. Sie beinhalten einen theoretischen Teil (Fragebogenbeantwortung) sowie einen praktischen Teil (Feuerwehrübung mit Brandbekämpfung und Menschenrettung unter Anwendung von Atemschutz und Digitalfunk).
Der theoretische Teil besteht aus dem Ausfüllen eines Fragebogens mit 15 Fachfragen. Diese Fragen kommen aus allen Feuerwehrfachgebieten wie Brennen, Löschen, Tragbare Leitern, FwDV 3, wasserführende Armaturen, Schlauchkunde, Feuerlöscher, Wasserversorgung, Unfallverhütung, Erste Hilfe, Einsatzlehre usw. und werden von sechs Angehörigen einer Mannschaft beantwortet. Jede richtige Antwort und das richtige Ausfüllen des Fragebogenkopfes werden mit Punkten bewertet.
Im praktischen Teil werden Übungen für die Löschgruppe (9 Personen) oder der Löschstaffel (6 Personen) durchgeführt. Grundlage der Übungen sind die Feuerwehrdienstvorschriften 1 (Grundlagen), 3 (Löscheinsatz), 7 (Atemschutz) und 10 (Tragbare Leitern) sowie die Unfallverhütungsvorschriften und die Vorschriften im Sprechfunk.
Einzelne Freiwillige Feuerwehren aus Hessen beteiligen sich auch an Feuerwehrleistungswettbewerben. Durch Ausscheidungswettkämpfe auf Landes- und Bundesebene qualifizieren sich immer wieder hessische Mannschaften für die alle vier Jahre stattfindenden Internationalen Feuerwehrwettkämpfe des Weltfeuerwehrverbandes CTIF. Bei den Traditionellen Internationalen Feuerwehrwettbewerben wurde die Freiwillige Feuerwehr Nidderau-Eichen im Juli 1985 in Österreich Weltmeister. Bei den Internationalen Feuerwehrsportwettkämpfen des CTIF im Juli 1993 in Berlin siegte die Freiwillige Feuerwehr Beselich-Obertiefenbach in der Disziplin Löschangriff und wurde Weltmeister, nachdem sie vier Jahre zuvor bei dieser so genannten Feuerwehrolympiade in Warschau/Polen den 3. Platz und die Bronzemedaille errang.

### Dienstgrade und Dienststellungen

#### Dienstgrade
Die Dienstgrade werden nach einer Kombination von Ausbildung (erfolgreich besuchte Lehrgänge) und Erfahrung (absolvierte Dienstzeit) vergeben. Die genauen Bestimmungen für die Freiwilligen Feuerwehren sind in der Hessischen Feuerwehrbekleidungs- und Dienstgradverordnung (HFDV) geregelt. Dienstgrade, die an eine bestimmte Funktion gebunden sind, bleiben erhalten, auch wenn die Funktion nicht mehr ausgeübt wird. Der höchste Dienstgrad bei den Freiwilligen Feuerwehren ist der Hauptbrandmeister.

#### Dienststellungen
Die Verantwortlichkeiten auf den einzelnen Ebenen ist wie folgt geregelt:
- Wehrführer (WeFü): Leiter der Stadt- oder Ortsteilfeuerwehr (örtliche Ebene). Er wird in seinen Aufgaben unterstützt durch den Jugendfeuerwehrwart (JFW).
- Stadt- oder Gemeindebrandinspektor (GBI): Leiter der Feuerwehr auf Stadt- oder Gemeindeebene. Er wird in seinen Aufgaben unterstützt durch den Stadt- oder Gemeindejugendfeuerwehrwart (GJFW). Ist der Schadensort in seinem Stadt- bzw. Gemeindegebiet obliegt ihm als Einsatzleiter die technische Einsatzleitung.
- Kreisbrandinspektor (KBI): Leiter der Brandschutzaufsicht auf Kreisebene. Er wird in seinen Aufgaben unterstützt durch die Kreisbrandmeister (KBM), die Kreisausbilder und den Kreisjugendfeuerwehrwart (KJFW).
- Landesbranddirektor: Referatsleiter Brandschutz im Hessischen Ministerium des Innern und für Sport (Landesebene)

### Jugend- und Kinderfeuerwehr
Wesentliches Instrument der Nachwuchsgewinnung sind die Jugendfeuerwehren (JF) und die Kinderfeuerwehren (für Kinder ab 6 Jahre). In den rund 2.000 Jugendfeuerwehren sind 25.000 Jungen und Mädchen in der originären Jugendfeuerwehr und 3.400 in der Kinderfeuerwehr aktiv. Interessenvertretung der Jugendfeuerwehren ist die Hessische Jugendfeuerwehr im Landesfeuerwehrverband Hessen. Die örtlichen Jugendfeuerwehren sind die der Stadt- oder Gemeindejugendfeuerwehr zusammengeschlossen. Ihre Vertretung auf Kreisebene ist die Kreisjugendfeuerwehr. Es gibt verschiedene Prüfungen und Leistungsnachweise in beiden Gruppen.

## Technische Ressourcen

### Fahrzeuge
Im Jahr 2018 verfügten die hessischen Feuerwehren über 3.807 Löschfahrzeuge, 193 Hubrettungsfahrzeuge, 934 Rüst- und Gerätewagen sowie 54 Schlauchwagen.

### Leitstellen, Alarmierung und Funk
Die Feuerwehreinsätze werden von 25 integrierten zentralen Leitstellen koordiniert. Die Leitstellen alarmieren und koordinieren den Rettungsdienst, die Feuerwehr und Katastrophenschutzeinheiten. Hierzu steht der digitale BOS-Funk in ganz Hessen für den Alltagsbetrieb zur Verfügung. Im Land Hessen bestehen 25 Funkverkehrskreise mit jeweils einer integrierten Leitstelle, welche sich in sieben Funkverkehrsbereiche mit jeweils einer Leitfunkstelle gliedern.

#### Funkrufnamen
| Zahlenbereich | Einheitstyp                                    | Beispiel |
| ------------- | ---------------------------------------------- | --- |
| 00 bis 09     | Funktionsbezogene Rufnamen                     | 04 sonstige standortübergreifende Leitungsfunktion                                                                   |
| 10 bis 19     | Einsatzleit- und Mannschaftstransportfahrzeuge | 10 Kommandowagen |
| 20 bis 29     | Tanklösch- und Sonderlöschfahrzeuge            | 22 Tanklöschfahrzeug <= 3000 l Wasser mit Staffelbesatzung                                                           |
| 30 bis 39     | Hubrettungsfahrzeuge                           | 30 Drehleiter (Korb) 23-12                                                                                           |
| 40 bis 49     | Lösch(gruppen)- und Tragkraftspritzenfahrzeuge | 43 Hilfeleistungslöschgruppenfahrzeug (HLF 10/6) 45 sind alle Löschgruppenfahrzeuge des KatS mit und ohne Wassertank |
| 50 bis 59     | Rüst- und Gerätewagen                          | 53 Feuerwehrkran |
| 60 bis 69     | Versorgungs- und Logistikfahrzeuge             | 62 Schlauchwagen 2000                                                                                                |
| 70 bis 79     | sonstige Fahrzeuge                             | 74 Gerätewagen Dekontamination Personen                                                                              |
| 80 bis 89     | Notfallrettung und Notarztsysteme              | 81 Notarztwagen |
| 90 bis 99     | Krankentransport und Behandlungsplatz          | 91 Krankentransportwagen Typ A1                                                                                      |

### Kleidung und Kennzeichnung
Aussehen und Beschaffenheit der Einsatzkleidung (Schutzkleidung) und Dienstkleidung sind in der Hessischen Feuerwehrbekleidungs- und Dienstgradverordnung (HFDV) festgelegt.

#### Einsatzkleidung und Kennzeichnung
Die Beschaffenheit der Einsatzkleidung richtet sich im Wesentlichen nach den einschlägigen europäischen Normen. Die Schutzkleidung trägt keine Kennzeichnung des Dienstgrades, wohl aber der Funktion.

#### Dienstkleidung
Für die Dienstkleidung (Uniform) der erwachsenen Feuerwehrangehörigen sind eine dunkelblaue Dienstjacke und Diensthose bzw. -rock mit dunkelblauer Feuerwehrschirmmütze festgelegt. Diese werden gemeinsam mit hellblauem und weißem Hemd bzw. Bluse, dunkelblauem Binder und schwarzen Schuhen getragen. An der Dienstkleidung werden sowohl Dienstgradabzeichen als auch Funktionsabzeichen und Ehrenzeichen getragen.

### Löschwasserversorgung
Unter Löschwasserversorgung versteht man Vorrichtungen und Abläufe zur Bereitstellung von Wasser für den Brandschutz.